# Felipe Félix
Felipe Félix (ur. 20 kwietnia 1985) – brazylijski piłkarz występujący na pozycji napastnika.

## Kariera piłkarska
Od 2005 do 2015 roku występował w Pampilhosa, Torreense, Odivelas, Pampilhosa, Spartak Nalczyk, Bakı, Rio Branco, Leixões SC, Ferencváros, Caldense, Novo Hamburgo, Novorizontino, Consadole Sapporo, Beijing Baxy, Xinjiang Tianshan Leopard i Kyoto Sanga FC.